# Papa Felice IV
Felice IV, a stretto rigore Felice III (Sannio, ... – Roma, 22 settembre 530), è stato il 54º papa della Chiesa cattolica, che lo venera come santo. Il suo pontificato durò dal 12 luglio 526 fino alla sua morte.

## Biografia

### Influenza gotica

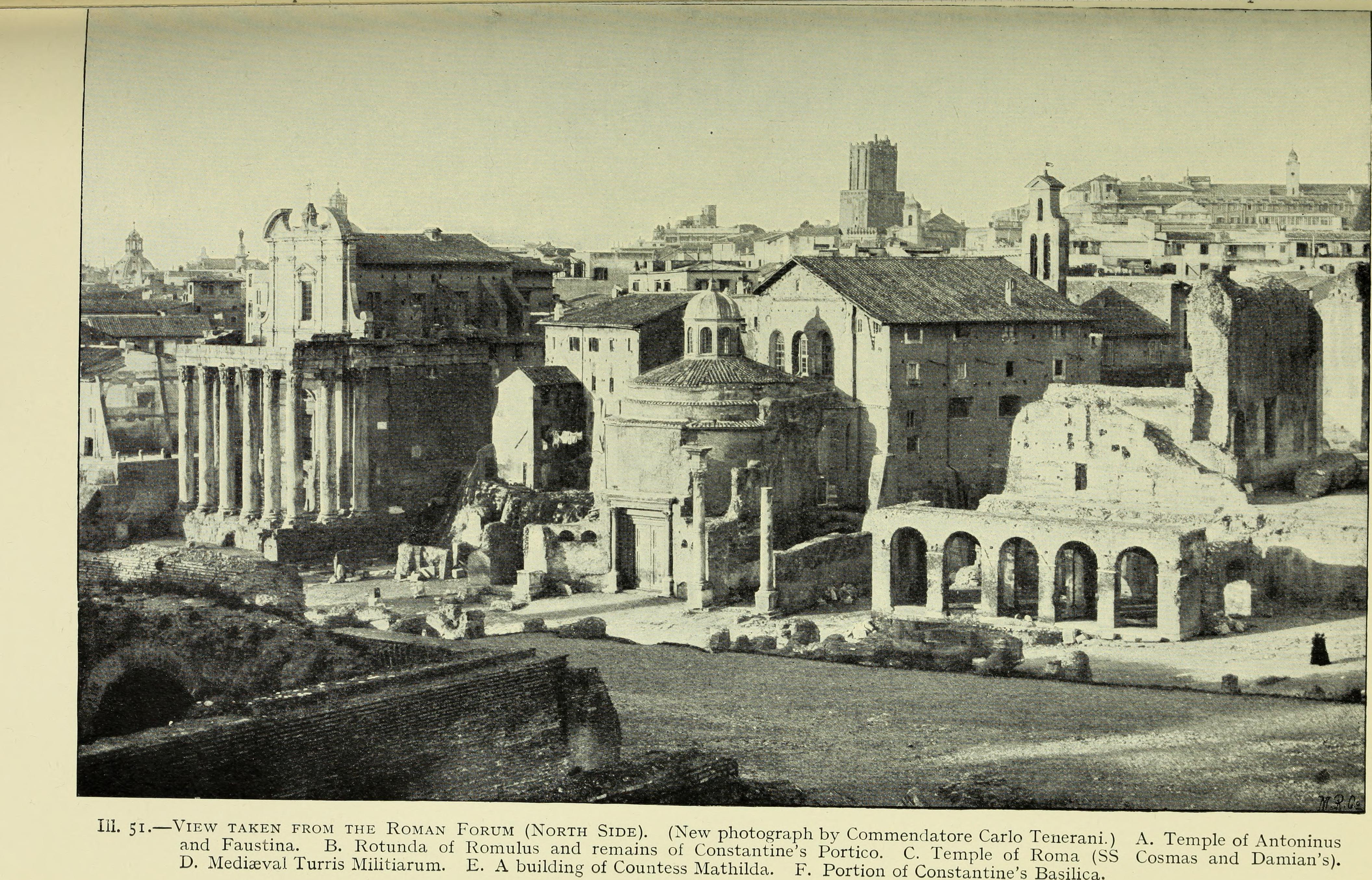
La Basilica dei Santi Cosma e Damiano in una foto del 1911

Il 18 maggio 526 papa Giovanni I morì in prigione a Ravenna, vittima dei sospetti di Teodorico il Grande, re ostrogoto d'Italia di fede ariana. Quando, per l'influenza del potente monarca, il cardinale presbitero Felice del Sannio, figlio di un certo Castorio, fu presentato a Roma come successore di Giovanni, il clero e il laicato si inchinarono al desiderio del sovrano e lo scelsero come papa. Fu consacrato vescovo di Roma il 12 luglio 526, quasi due mesi dopo la morte del suo predecessore. Il 30 agosto 526 Teodorico morì, ed essendo suo nipote Atalarico minore, la reggenza fu assunta da Amalasunta, figlia di Teodorico e ben disposta verso i cattolici, con la quale il papa mantenne buone relazioni. Grazie anche a questo positivo rapporto, la regina donò alla Chiesa due antichi edifici situati nel Foro Romano, ovvero il tempio del Divo Romolo e la contigua biblioteca del tempio della Pace: Felice li trasformò nella Basilica dei Santi Cosma e Damiano, tuttora esistente. Nella sua abside si può ancora osservare il magnifico mosaico che lo raffigura. Era la prima basilica, in Roma, dedicata a santi orientali, e in questo si può forse ravvisare il positivo rapporto che il papa riuscì a mantenere anche con il partito favorevole all'Impero romano d'Oriente; osserva infatti il Gregorovius che "si trattò forse di una cortesia diplomatica verso l'imperatore ortodosso, con il quale la Chiesa romana intratteneva a quei tempi rapporti amichevoli"
Sempre in conseguenza delle felici relazioni con la corte, un editto reale, elaborato da Cassiodoro in ossequio al massimo rispetto dell'autorità papale, confermò l'antico uso che ogni capo d'accusa civile o penale di un laico contro un membro del clero avrebbe dovuto essere sottoposto al papa, o a una corte ecclesiastica nominata da lui. Fu istituita un'ammenda di dieci libbre d'oro per chiunque violasse questa norma, i cui proventi avrebbero dovuto essere distribuiti dal papa ai poveri. Fa notare ancora il Gregorovius che: «...la concezione di quel privilegio può essere considerata il presupposto dell'esenzione del clero dal tribunale secolare e la base della sua futura forza politica.».

### Politica interna
Al nuovo regnante, il clero romano rivolse una lamentela per l'usurpazione dei suoi privilegi da parte del potere civile.
In una lettera indirizzata al vescovo di Arles, Cesario approvò la pratica di sottoporre a esame i laici che desideravano essere ordinati sacerdoti, così come stigmatizzava la pratica di sacerdoti che tornavano alla vita laicale.

### La questione semipelagiana
Felice prese anche posizione nel cosiddetto conflitto Semipelagiano sorto in Gallia meridionale sulla natura della Grazia divina. Inviò ai vescovi di quei luoghi una serie di Capitula sulla grazia e il libero arbitrio, predisposti basandosi sulle Sacre Scritture e sui testi patristici. I Capitula furono pubblicati come canoni dal secondo concilio di Orange (529). Inoltre, Felice diede il beneplacito all'opera di Cesario di Arles contro Fausto di Riez sulla grazia e il libero arbitrio (De gratia et libero arbitrio).

### La successione papale
Ammalatosi gravemente nel 530, Felice, preoccupato dai dissensi politici dei romani, molti dei quali propendevano per gli interessi di Bisanzio, mentre altri sostenevano il re goto, volle tentare di assicurare alla chiesa di Roma un ulteriore periodo di pace, designando il suo successore. Alla presenza del clero e del Senato consegnò il suo pallio all'arcidiacono Bonifacio, informò pubblicamente della sua scelta il popolo e la corte di Ravenna e minacciò di scomunica chiunque avesse provocato disordini in merito alla sua scelta. Se fosse miracolosamente guarito, Bonifacio avrebbe dovuto restituirgli il pallio. Il Senato, da parte sua, vietò contestazioni sul successore del Papa mentre questi era ancora in vita, pena l'esilio e la confisca dei beni.
In questa decisione (che nel moderno diritto canonico è incostituzionale e illegittima), Felice si avvalse di quanto stabilito da papa Simmaco nel sinodo di Roma del 499, in cui era stato disposto che ogni pontefice poteva scegliere il suo successore e tutta la Chiesa avrebbe dovuto seguire la sua indicazione; solo se il Papa fosse morto senza aver indicato nessuno, la Chiesa poteva procedere a libera elezione. Nelle intenzioni di Simmaco questa norma avrebbe dovuto evitare scismi e divisioni come quelli occorsi alla sua elezione, e come invece successe, nonostante la designazione, dopo la morte di Felice, quando la maggioranza del clero, non approvando la scelta del papa, elesse Dioscuro. Come già Simmaco, anche Felice si rifece a San Pietro e ai primissimi Papi, che nominavano essi stessi chi doveva succedere loro come pontefice, ma lo scisma avvenne lo stesso, perché mai Senato e popolo avrebbero accettato la privazione della prerogativa di eleggere il papa.
Era capitato in passato che il papa, sul letto di morte, desse consigli su chi dovesse essere il suo successore, ma Felice IV, dando alla designazione carattere di vera e propria investitura, dimostrò di tenere in molto poco conto il principio elettivo del pontefice.
Felice IV morì il 22 settembre 530, e nell'elezione papale che seguì le sue indicazioni furono aspramente avversate.

## Eventi significativi durante il pontificato

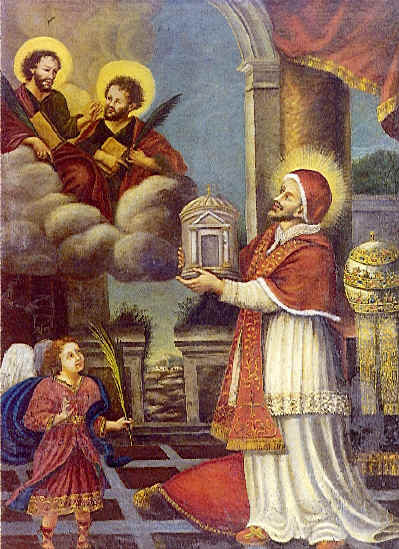
Papa Felice IV consacra la Basilica dei Santi Cosma e Damiano

Il pontificato di Felice IV è segnato da tre eventi importanti:
- Il primo è simbolico: si tratta della chiusura della scuola filosofica di Atene, la prestigiosa Accademia fondata da Platone. Ormai la cultura greca non sarà più trasmessa che da parte dei monaci, fino al Rinascimento.
- Il secondo apre prospettive considerevoli alla cristianizzazione del profondo dell'Europa occidentale. Benedetto da Norcia fonda l'Abbazia di Montecassino in Italia. La regola benedettina si basa sulla preghiera, sulla lettura di opere religiose e sul lavoro manuale (Ora et labora). La comunità dei laici che si fanno monaci vive del proprio lavoro. Il monachesimo, comparso in Oriente, si espande in Occidente. La fondazione dell'abbazia di Lerino, nel 410, ne è stato un segno premonitore.
- Il terzo riguarda il suo sostegno a Teodosio il Cenobiarca nella sua opposizione al monofisismo, preconizzato dall'imperatore Anastasio I nella Chiesa d'Oriente.

## Culto
La memoria liturgica di san Felice IV ricorre il 22 settembre. Dal Martirologio Romano: